# Nagroda im. Kazimierza Wyki
Nagroda im. Kazimierza Wyki – wyróżnienie przyznawane w dziedzinie krytyki literackiej, eseistyki i historii literatury. Nagroda pierwszy raz została przyznana w 1980 roku. Jest to jedna z nielicznych tego typu nagród literackich w Polsce.
Do 1990 roku nagroda fundowana była przez prezydenta Krakowa, będącego jednocześnie wojewodą krakowskim. Po reaktywowaniu samorządu gminnego, w latach 1991–1998 fundowana była wspólnie przez wojewodę krakowskiego i prezydenta Krakowa. Od roku 2000 do 2003 fundatorem nagrody był marszałek województwa małopolskiego, a od 2004 roku powrócono do tradycji wspólnego nagradzania.
Od 2021 r. Nagrodę przyznaje jury w składzie: Jan Pieszczachowicz, prof. Marta Wyka, prof. Ryszard Nycz, prof. Marian Stala, dr Krystyna Czerni,  dr hab. Jarosław Fazan, Tomasz Fiałkowski, Monika Gubała – dyrektor Departamentu Kultury, Dziedzictwa Narodowego i Promocji Urzędu Marszałkowskiego Województwa Małopolskiego, Katarzyna Olesiak – dyrektor Wydziału Kultury i Dziedzictwa Narodowego Urzędu Miasta Krakowa oraz każdorazowo laureat Nagrody z poprzedniego roku z prawem jednorazowego uczestnictwa w pracach jury. 
Dotychczas w pracach jury uczestniczyli m.in. dr Stanisław Dziedzic (do śmierci w 2021 r.), prof. Franciszek Ziejka (do śmierci w 2020 r.), prof. Stanisław Grodziski, prof. Jerzy Jarzębski, prof. Adam Małkiewicz.
Aktualnie wysokość nagrody wynosi 40 tys. zł.

## Laureaci
- 1980 – Jerzy Kwiatkowski
- 1981 – Jan Błoński
- 1982, 1983 – nie przyznano
- 1984 – Zygmunt Greń
- 1985 – Marian Stępień
- 1986 – Leszek Bugajski
- 1987 – Stanisław Burkot
- 1988 – nie przyznano
- 1989 – Franciszek Ziejka
- 1990 – nie przyznano
- 1991 – Jerzy Jarzębski
- 1992 – Stanisław Balbus
- 1993 – Zbigniew Herbert
- 1994 – Włodzimierz Maciąg
- 1995 – Mieczysław Porębski
- 1996 – Jan Pieszczachowicz
- 1997 – Jacek Łukasiewicz
- 1998 – Marian Stala
- 1999 – nie przyznano
- 2000 – Tadeusz Nyczek
- 2001 – Maria Janion
- 2002 – Michał Głowiński
- 2003 – Jan Prokop
- 2004 – Przemysław Czapliński
- 2005 – Teresa Walas
- 2006 – Aleksander Fiut
- 2007 – Włodzimierz Bolecki
- 2008 – Piotr Śliwiński
- 2009 – Marek Zaleski
- 2010 – Krzysztof Uniłowski i Henryk Markiewicz (honorowo)
- 2011 – Michał Paweł Markowski
- 2012 – Krystyna Czerni
- 2013 – Andrzej Franaszek
- 2014 – Małgorzata Szpakowska
- 2015 − Andrzej Mencwel[5]
- 2016 – Edward Balcerzan
- 2017 – Ryszard Koziołek
- 2018 – Małgorzata Łukasiewicz
- 2019 – Jacek Leociak
- 2020 – Janusz Drzewucki
- 2021 – Maria Poprzęcka[6]
- 2022 – Ireneusz Kania[7]
- 2023 – Tadeusz Sławek[8]
- 2024 – Paweł Próchniak[9]
- 2025 – Anna Nasiłowska[10]